# John Rae (explorador)
John Rae (30 de setembro de 1813 – Kensington, 22 de julho de 1893) foi um explorador escocês do Ártico canadense.

## Biografia
Rae nasceu em Hall of Clestrain na paróquia de Orphir nas Órcadas. Após ter estudado medicina em Edimburgo ele entrou na Companhia da Baía de Hudson como médico. Ele aceita ser enviado para Moose Factory (Ontário) onde viveu durante dez anos.
Em 1846 fez a sua primeira expedição, e em 1848 junta John Richardson à sua pesquisa em busca da Passagem do Noroeste. Em 1853, explorou com outras pessoas a ilha do Rei Guilherme e estabeleceu contactos com os inuits da região, destes ele aprendeu o destino da Expedição desaparecida de John Franklin. A revelação de indícios de possível canibalismo entre os membros da expedição Franklin chocou a opinião vitoriana e conduziu os membros do establishment britânico a ostracizá-lo. Ele morreu assim na indiferença, quarenta anos depois.
Em 1860, ele trabalhou na linha telegráfica entre a Europa e a América, visitando a Islândia e a Groenlândia. Em 1864 ele construiu um outro telégrafo no oeste do Canadá.
Ele está enterrado no cemitério da Catedral de São Magnus de Kirkwall, um memorial em sua homenagem existe no interior do edifício.
O estreito de Rae, localizado entre a ilha do Rei Guilherme e península de Boothia, o Istmo Rae são ambos nomeadas em sua homenagem e estão localizados em Nunavut, no norte do Canadá. O vilarejo de Rae-Edzo (hoje Behchoko), nos Territórios do Noroeste, também foi nomeado em sua honra.